# Diedrich Uhlhorn
Diedrich Uhlhorn (* 3. Juni 1764 in Bockhorn; † 5. Oktober 1837 in Grevenbroich) war ein deutscher Erfinder und Konstrukteur. Er ist Erfinder der Kniehebelpresse zum Prägen von Münzen und Medaillen, die er 1817 in Grevenbroich baute und deren Prägeverfahren für Münzen bis heute das gängige Verfahren ist.

## Leben und Wirken
Am 3. Juni 1764 wurde Diedrich als erster Sohn des Landwirts und Tischlers Christian Gerhard Uhlhorn (1735–1804) und Wübke Katharine geb. von Lindern (1737–1819) in Bockhorn geboren. Uhlhorn war ein gelehriger Schüler und interessierte sich bereits früh für Physik und Mathematik. Aus diesem Grund war sein Interesse an der Fertigung optischer und physikalischer Instrumente anscheinend größer als für den väterlichen Tischlereibetrieb, in dem er in die Lehre ging. Zwangsläufig musste es zu Streitigkeiten zwischen ihm und seinem Vater kommen, so dass Uhlhorn, vom Vater enterbt, seine eigenen Wege gehen musste und ab 1794 eine kleine Werkstatt zur Herstellung physikalischer und mathematischer Instrumente in Bockhorn betrieb, in der er beispielsweise Luftpumpen, Wasserwaagen, Sonnenuhren, Elektrisiermaschinen und vor allem Fernrohre von hoher technischer Vollkommenheit herstellte.
1796 erhielt Uhlhorn in seiner Werkstatt Besuch von Gerhard Anton von Halem, der in seiner Zeitschrift „Blätter vermischten Inhalts“ eine begeisterte Schilderung der Begegnung veröffentlichte und ihn dem Herzog von Oldenburg, Peter Friedrich Ludwig empfahl. 1797 baute Uhlhorn ein Fernrohr für den Herzog, der sich mit einer Jahrespension von 150 Reichstalern bedankte und Uhlhorn noch im gleichen Jahr zum Herzoglich-Holstein-Oldenburgischen Hofmechanikus ernannte. Mit dieser Hilfe konnte sich Uhlhorn nunmehr intensiver mit seinen Experimenten beschäftigen.
1800 unternahm er seine erste Reise in das Rheinische Industriegebiet, um in Hückeswagen die nach seinen Angaben entworfene erste Tuchschermaschine für den Kaufmann J. W. Thomas aufzustellen.
1801 verlegte er seinen Wohnsitz von Bockhorn in die Nähe der Landeshauptstadt Oldenburg, um die Vielfalt der Handwerker für Teilarbeiten seiner Apparate und Bildungseinrichtungen für wissenschaftliche Studien besser nutzen zu können. In den folgenden Jahren veröffentlichte Uhlhorn zwei Schriften, die ihm in Fachkreisen Anerkennung einbrachten. 1804 gewann er mit seiner Antwort zur Frage der besten Einteilung der Zähne eines Mühlrads einen von der Hamburgischen Gesellschaft für Kunst und Gewerbe gestellten Preis und 1809 veröffentlichte er ein Buch über die Berechnung von Kugelschnittlinien. Sein Hauptinteresse galt jedoch der Erfindung und Konstruktion von Arbeitsmaschinen. Neben seiner Tuchschermaschine entwarf er auch Tabakschneide- und Rappiermaschinen sowie Wollkratz- und Spinnmaschinen.
Da gerade die Textilindustrie am Niederrhein unter der französischen Herrschaft expandierte, siedelte Uhlhorn 1810 mit seiner Familie nach Grevenbroich um und wurde technischer Leiter der Spinnerei von Friedrich Koch. Nebenbei betrieb er noch eine Werkstatt für Textilmaschinen „Uhlhorn & Thomas“. 1812 gründete er die Kratzenfabrik „Dch. Uhlhorn“, die vorwiegend mit selbst konstruierten Maschinen arbeitete und den französischen Markt in dieser Hinsicht bediente, aber auch den Konjunkturzusammenbruch nach dem Sturz Napoleons überlebte. Daneben beschäftigte sich Uhlhorn aber auch mit einer Reihe weiterer Erfindungen.
1817 erfand Uhlhorn einen Tachometer, der auf dem Prinzip von Drehzahlmessung mittels Zentrifugalkraft beruhte. Später, im Jahre 1844, wurde dieser in Lokomotiven eingesetzt.
Ebenfalls 1817 erfand Diedrich Uhlhorn die Kniehebelpresse, eine neuartige Münzprägemaschine. 1818 wurde seine Erfindung an der Königlichen Münze in Düsseldorf vorgestellt. Uhlhorns neuartige automatisch-arbeitende Maschinen lieferten Prägungen von bisher unerreichter Vollkommenheit und wurden bereits 1820 an der Berliner Münzstätte eingesetzt. Danach expandierte Uhlhorn mit seiner Erfindung und der hierfür gegründeten Firma europaweit. Die Gelenke der Kniehebelpresse fanden auch in seinem Fliehkrafttachometer Anwendung.
1822 verlieh ihm der preußische König Friedrich Wilhelm III. für seine Verdienste das allgemeine Ehrenzeichen Roter-Adler-Orden.
1824 übertrug er die Kratzenfabrik seinen beiden noch lebenden Söhnen aus erster Ehe, Christian und Gerhard, und widmete sich mit seinem jüngsten Sohn Johann Heinrich der Herstellung von Münzprägemaschinen. Die „Werkstätte für Münzprägemaschinen“ wurde nach Uhlhorns Tod von Johann Heinrich vollständig übernommen.

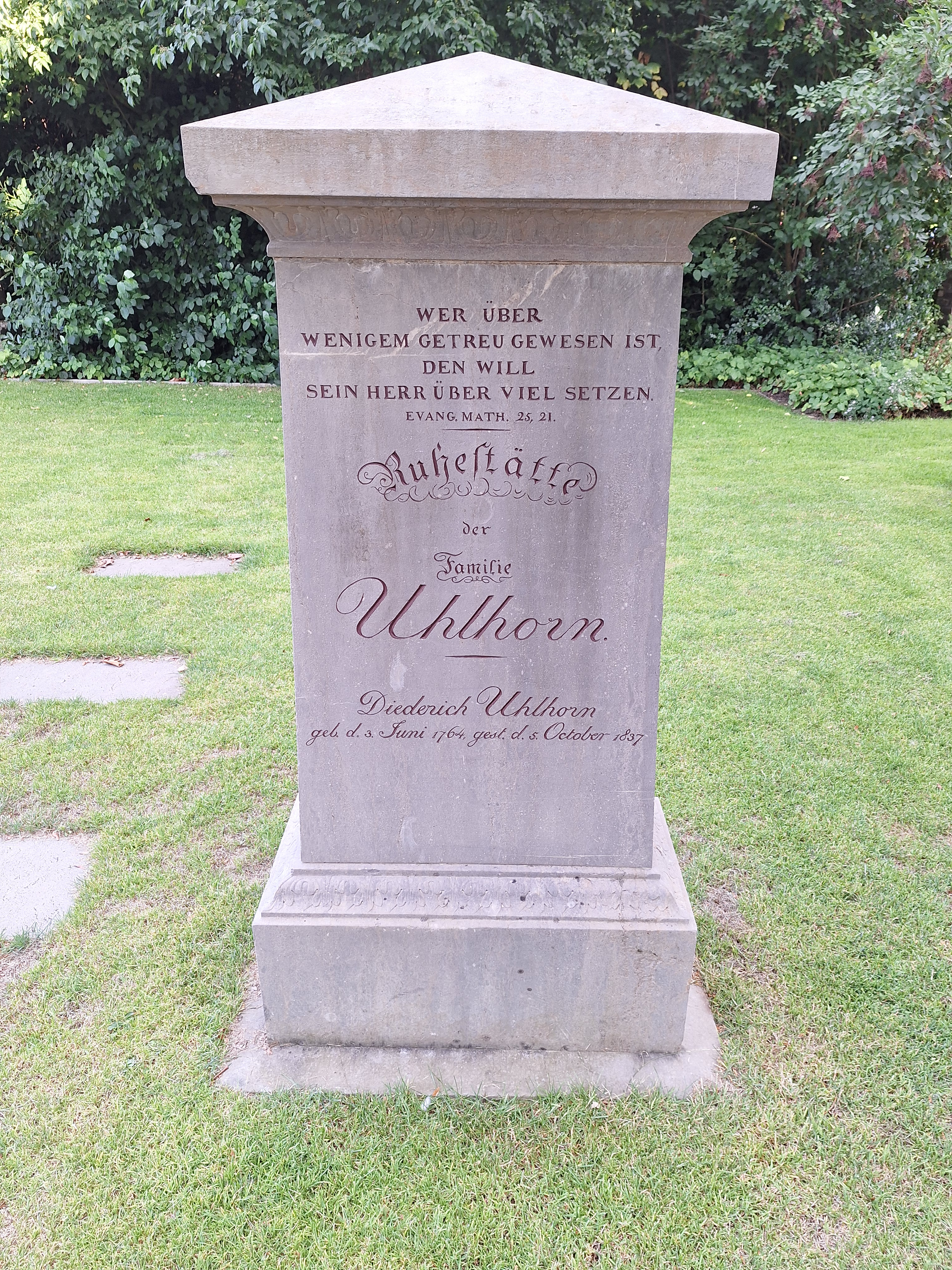
Grabstein auf dem evangelischen Friedhof neben der evangelischen Kirche in Wevelinghoven

Diedrich Uhlhorn starb im Alter von 73 Jahren am 5. Oktober 1837 in Grevenbroich.

## Familie
Am 31. August 1794 heiratete Uhlhorn Gesche Margarete geb. Schwoon (* 23. Januar 1773 in Bockhorn-Steinhausen; † 8. Juli 1803, Suizid), Tochter des Bockhorner Brinksitzer Gerd Schwoon (* 22. Januar 1729 in Bockhorn; † 8. November 1805 ebenda), Schwester von Johann Hinrich Schwoon (* 11. Juni 1768 in Steinhausen; † 9. März 1837 in Bockhorn-Kranenkamp), Zimmermeister und Bauunternehmer in Kranenkamp. Der wiederum heiratete am 21. August 1798 in Bockhorn Margarete, Uhlhorns Schwester (* 3. Dezember 1735 in Bockhorn; † 13. März 1804 ebenda).
Aus Uhlhorns erster Ehe gingen vier Söhne und eine Tochter hervor: Christian (* 1795), Gerhard (* 1797), Diedrich (* 1800), Heinrich (* 1801) und Gesche Katharina (* 1803). Nach dem Tod seiner Frau am 8. Juli 1803 ging er am 25. Januar 1805 eine zweite Ehe mit Johanna Katharina Klaener ein. Aus dieser Verbindung ging als einziger Sohn der spätere Kommerzienrat Johann Heinrich Uhlhorn (1805–1888) hervor, der später die Münzmaschinenfabrikation übernahm. Uhlhorns Enkel Diedrich Uhlhorn junior (1843–1915) wurde Ingenieur und Obstzüchter.

## Werke
- II. Preisschrift, in: Beyträge zur Verbesserung des Mühlenbaues. Verlag Friedrich Perthes, Hamburg 1804, S. 13–20 (Digitalisat. Deutsche Digitale Bibliothek, abgerufen am 20. Dezember 2023.)
- Entdeckungen in der höhern Geometrie, theoretisch und practisch abgehandelt. Verlag Schulze’sche Buchhandlung, Oldenburg 1809 (books.google.com)
- Theoretische und praktische Abhandlung über einen neu erfundenen Tachometer oder Geschwindigkeitsmesser. Zunächst für Mechaniker, Fabrikanten, Baumeister und Andere. Verlag der Hermannschen Buchhandlung, Frankfurt am Main 1817 (Digitalisat)
- Ueber zwei neue Dynamometer, oder Kraftmesser, um vermittelst derselben die Kräfte der Menschen, der Pferde, des Wassers und des Windes, bei kreisförmiger Bewegung von Maschinen, bestimmen zu können (Digitalisat)